# Martin Reeves
Martin Lee Reeves (* 7. September 1981 in Birmingham) ist ein ehemaliger englischer Fußballspieler. 

## Karriere
Reeves spielte gemeinsam mit Jordan Stewart in seiner Schulzeit bei Aston Villa, 1998 bekam er einen Ausbildungsvertrag (Youth Training) bei Leicester City. Von Peter Taylor im Oktober 2000 mit einem Profivertrag ausgestattet, gab er unter dessen Nachfolger Dave Bassett im März 2002 bei einem 2:2-Unentschieden per Einwechslung in der Premier League gegen den FC Southampton sein Pflichtspieldebüt. Bis zum Ende der Saison 2001/02, die Leicester als Tabellenletzter beendete, kam der Mittelfeldspieler zu vier weiteren Ligaauftritten, davon einer in der Startelf. In der folgenden Zweitligaspielzeit 2002/03 fand er auch unter dem neuen Trainer Micky Adams nur sporadisch Berücksichtigung, bis November 2002 stand er in fünf Pflichtspielen, wiederum einmal als Teil der Startelf, auf dem Platz.
Im März 2003 wurde er von seinem vormaligen Trainer Peter Taylor auf Leihbasis zum Viertligisten Hull City geholt, bei dem er mit seiner Geschwindigkeit und guten Flanken für Offensivgefahr sorgte. In seinem letzten von acht Ligaauftritten erzielte er Anfang Mai 2003 bei einer 2:4-Niederlage gegen Swansea City zum Saisonabschluss sein einziges Tor im Profibereich. Eine Woche später endete seine Zugehörigkeit zu Leicester City, da der Klub den auslaufenden Vertrag nicht verlängerte. Einen neuen Arbeitgeber fand Reeves mit dem Viertligakonkurrenten Northampton Town, für den er, regelmäßig von Verletzungen zurückgeworfen, in der Saison 2003/04 wettbewerbsübergreifend zu 21 Pflichtspieleinsätzen kam und im Rückspiel des Halbfinals der Aufstiegsplayoffs gegen Mansfield Town zum Einsatz kam. In der Spielzeit 2004/05 spielte er unter Trainer Colin Calderwood nur noch eine untergeordnete Rolle. Nach den Verpflichtungen von Lee Williamson und Charley Hearn für die Mittelfeldzentrale blieb Reeves zumeist außen vor und kam nur im August 2004 zu zwei Kurzeinsätzen. Nachdem er bereits im Oktober 2004 um seine Transferfreigabe gebeten hatte, wurde sein Vertrag im Januar 2005 aufgelöst. Reeves absolvierte in den folgenden Wochen Probetrainings bei Shrewsbury Town, beim Fünftligisten Aldershot Town, für den er im Februar 2005 auf vertragsloser Basis zu je einem Einsatz in der Football Conference und im Conference Challenge Cup kam, und bei Rushden & Diamonds. 
Im März 2005 fand er schließlich mit dem Sechstligisten Nuneaton Borough einen neuen Klub, mit dem er im Mai 2005 im Halbfinale der Aufstiegs-Play-offs gegen den FC Altrincham stand. Nach einem torlosen Unentschieden gehörte Reeves beim Ausscheiden im Elfmeterschießen zu den Fehlschützen von Nuneaton. Im FA Cup 2005/06 erreichte Reeves mit Nuneaton nach Hauptrundensiegen über den FC Ramsgate und den FC Histon die dritte Hauptrunde, in der man dem Erstligisten FC Middlesbrough um die Spieler Gareth Southgate, Gaizka Mendieta, Yakubu und Mark Viduka durch einen verwandelten Strafstoß in der Nachspielzeit ein 1:1 abtrotzte und erst im Wiederholungsspiel im Riverside Stadium mit 2:5 unterlag. In der Liga qualifizierte man sich derweil als Tabellendritter erneut für die Play-offs, die 0:1-Halbfinalniederlage gegen den FC Doylsden musste er von der Ersatzbank aus erleben. Im Dezember 2006 wurde Reeves’ Vertrag bei Nuneaton nach 55 Pflichtspieleinsätzen (3 Tore) von Trainer Roger Ashby schließlich aufgelöst, der als Grund anführte, dass Reeves „nie der Übergang vom Vollzeitprofi zum Teilzeitprofi gelungen sei“. Für die restliche Saison spielte Reeves beim Ligakonkurrenten Hucknall Town, für den er in 17 Einsätzen drei Treffer erzielte.
Seine fußballerische Karriere setzte er im Herbst 2007 eine Spielklasse tiefer in der Southern League bei Brackley Town fort, in der Spielzeit 2008/09 folgten noch Engagements bei den in der Northern Premier League achtklassig spielenden Klubs Spalding United und Loughborough Dynamo.